# Digitaria jubata
Digitaria jubata är en gräsart som först beskrevs av August Heinrich Rudolf Grisebach, och fick sitt nu gällande namn av Johannes Jan Theodoor Henrard. Digitaria jubata ingår i släktet fingerhirser, och familjen gräs. Inga underarter finns listade i Catalogue of Life.